# Johann Conrad Krüger

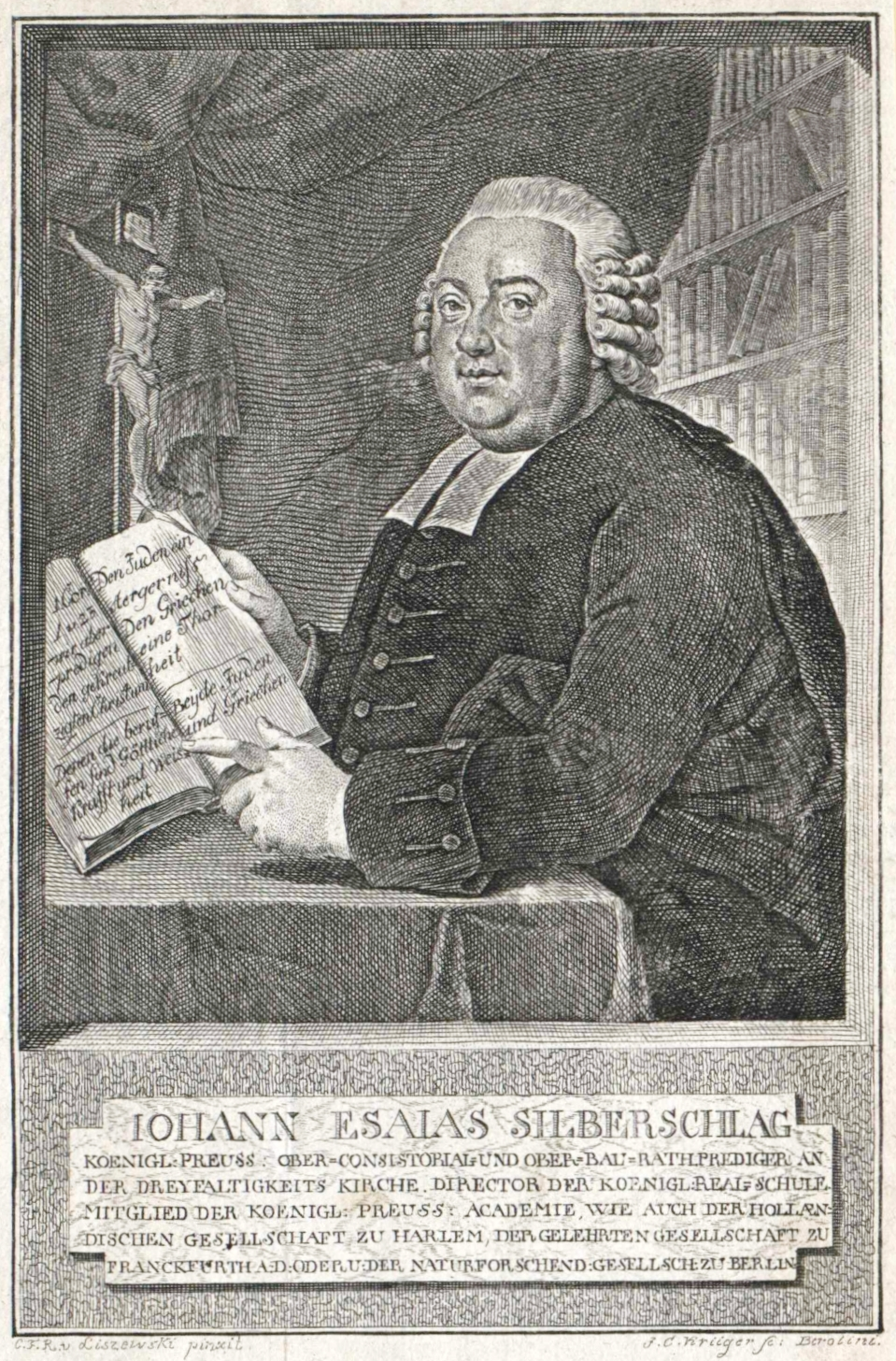
Johann Esaias Silberschlag

Johann Conrad Krüger (* 6. Januar 1733 in Stettin; † 25. April 1791 in Berlin) war ein deutscher Kupferstecher und Bildnismaler.
Krüger studierte Malerei in Berlin bei Thomas Huber, dann in Dresden bei  Christian Wilhelm Ernst Dietrich und Charles Hutin. 1756 ging er nach Polen, wo er sich mit der Bildnismalerei beschäftigte. Danach war er wieder in Stettin tätig, bis er 1768 nach Berlin zog, wo er 1770 zum Professor der Zeichenkunst an der Königlich-Preußischen Akademie der Künste berufen wurde.
Johann Conrad Krüger malte in Öl, Pastell und Aquarell. Er schuf auch viele Porträtkupferstiche nach den Vorlagen anderer Künstler, u. a. Paul Joseph Bardou, Josef Kreutzinger, Bernhard Rode, Johann Christian August Schwartz und Johann Ludwig Strecker.
Sein Sohn Friedrich Conrad (1765–1807) wurde ebenfalls Kupferstecher und Maler.
Er ist nicht mit dem Zeichenlehrer am Berliner Friedrichswerderschen Gymnasium, Johann Conrad Sigismund Krüger (1726–1790) aus Anhalt-Zerbst, zu verwechseln.